# Yannick Thermann
Yannick Thermann (* 8. Februar 1994 in Hannover) ist ein deutscher Fußballspieler.

## Laufbahn

### Vereinskarriere
Thermann wuchs im Heidelberger Stadtteil Ziegelhausen auf. Seine fußballerische Laufbahn begann er bei seinem Heimatverein DJK/FC Ziegelhausen-Peterstal. Im Sommer 2007 wechselte er als 13-Jähriger in die Nachwuchsabteilung der TSG 1899 Hoffenheim und durchlief dort ab der U14 alle Jugendmannschaften. Parallel zu seiner fußballerischen Ausbildung machte er das Abitur und leistete ein Freiwilliges Soziales Jahr in der achtzehn99 AKADEMIE.
Am 27. März 2013 gab Thermann sein Debüt für die U23 der Hoffenheimer in der Regionalliga Südwest, als er im Spiel gegen TuS Koblenz in der Startelf stand. Bis Juni 2016 absolvierte Thermann insgesamt 78 Spiele für die Regionalligamannschaft der TSG, die meisten davon im defensiven Mittelfeld, und erzielte dabei elf Treffer.
Im Juli 2016 wechselte Thermann zu den gerade in die Regionalliga abgestiegenen Stuttgarter Kickers. Hier kam er in der Saison 2016/17 sowohl im zentralen Mittelfeld als auch auf der Außenbahn auf insgesamt 25 Ligaeinsätze und machte drei Tore. Am letzten Spieltag sicherte er mit dem entscheidenden Treffer zum 2:0-Sieg bei seinem ehemaligen Verein TSG Hoffenheim II den Klassenerhalt für die Kickers. Außerdem kam er in allen sieben Spielen des Verbandspokals zum Einsatz und zog mit den Stuttgartern ins Finale im heimischen Gazi-Stadion auf der Waldau ein. Dort verlor man allerdings überraschend gegen den Landesligisten Sportfreunde Dorfmerkingen und verpasste damit die Qualifikation für den DFB-Pokal.
Ende Juni 2017 absolvierte Thermann ein Probetraining beim Drittligisten SG Sonnenhof Großaspach. Gut zwei Wochen später wurde Thermann von den Großaspachern fest verpflichtet und unterschrieb einen Vertrag bis Juni 2019. Sein Profidebüt gab Thermann am 1. Spieltag der Drittligasaison 2017/18, als er am 23. Juli 2017 im Spiel gegen den 1. FC Magdeburg in der Startelf stand. In zwei Jahren bestritt er insgesamt 37 Drittligaspiele mit der Mannschaft, wobei er hauptsächlich als Außenverteidiger eingesetzt wurde. Im Juni 2019 gab der Verein nach dem Klassenerhalt bekannt, dass Thermanns Vertrag nicht verlängert wurde.
Nach einem Jahr Vereinslosigkeit schloss er sich im Sommer 2020 dem Oberligisten SGV Freiberg an. Dort konnte er sich als Stammspieler durchsetzen und stieg 2022 mit dem Verein in die Regionalliga Südwest auf, wo in der folgenden Saison der Klassenerhalt erreicht werden konnte. Im Sommer 2023 wechselte er zum Ligakonkurrenten VfR Aalen. Dort wurde er ebenfalls Stammspieler auf der Linksverteidigerposition und gewann mit der Mannschaft den WFV-Pokal, stieg mit ihr jedoch am Saisonende aus der Regionalliga ab, woraufhin er den Verein im Sommer 2024 verließ. Nach vorübergehender Vereinslosigkeit schloss er sich Anfang 2025 dem Regionalligisten FC-Astoria Walldorf an.

### Nationalmannschaftskarriere
Am 25. März 2013 absolvierte Thermann ein Länderspiel für die deutsche U19-Nationalmannschaft. Im Freundschaftsspiel gegen die Ukraine in Wuppertal wurde er von Trainer Christian Ziege in der 85. Minute für Emre Can eingewechselt.